# Netelia melanogaster
Netelia melanogaster är en stekelart som först beskrevs av Cameron 1906.  Netelia melanogaster ingår i släktet Netelia och familjen brokparasitsteklar. Inga underarter finns listade i Catalogue of Life.